# Delhaize
El Grupo Delhaize es un distribuidor de productos de alimentación con sede en Bélgica que opera en ocho países en tres continentes. La principal actividad del Grupo Delhaizes es la operación de supermercados de alimentación.

## Historia
El Grupo Delhaize fue fundado en Bélgica en 1867.
A 31 de diciembre de 2006, el Grupo Delhaize tiene una red comercial de ventas de 2.705 tiendas (que incluyen tiendas propias, franquicias y afiliadas) y emplea aproximadamente 140.000 personas. El formato de las tiendas de venta son principalmente supermercados, que representan el 85% de las ventas del Grupo. Los puntos de venta del Grupo Delhaize también incluyen otros formatos como tiendas de barrio o tiendas especializadas.
Además de la venta de productos de alimentación, que supusieron aproximadamente el 95% de las ventas del Grupo en 2005, el Grupo Delhaize también incluyen venta mayorista de alimentación y venta de productos no alimentarios como productos para mascotas, de salud o de belleza.
El Grupo Delhaize obtuvo unas ventas de €19.225 millones en 2006 y un beneficio neto de €351.9 millones. Las operaciones del Grupo Delhaize están localizadas principalmente en los Estados Unidos (Food Lion LLC, Hannaford Bros. Co., y Sweetbay Supermarket) y Bélgica. Otras operaciones están localizadas en Grecia, Indonesia, Luxemburgo y Rumania.
En 2007, la compañía abandonó el mercado checo después de 16 años y vendió sus 97 supermercados a Billa. En 2009, abandonó el mercado alemán después de 6 años y vendió todos sus 4 supermercados al Grupo REWE.

## Divisiones de venta
Las localizaciones de venta incluyen

### Europa

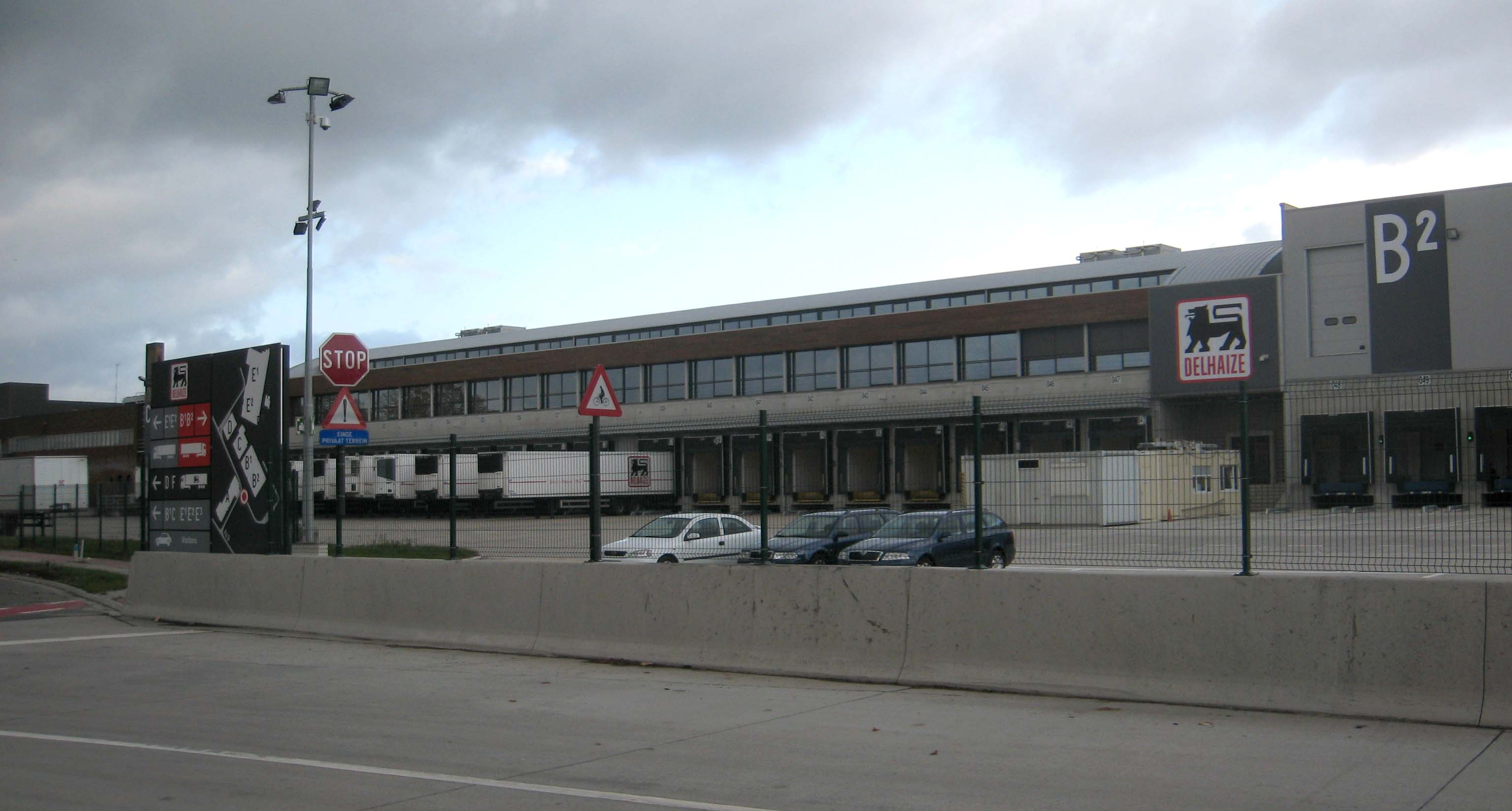
Centro de distribución de Delhaize en Zellik, Bélgica.

Bélgica
- Delhaize
- Red Market
- AD Delhaize
- City Delhaize
- Proxy Delhaize
- Shop'n Go
- Tom&Co
- Caddyhome

Bulgaria
- Piccadilly (supermercados)
- Piccadilly Daily

Luxemburgo
- Delhaize
- City Delhaize

Grecia
- Alfa-Beta Vassilopoulos
- City AB
- AB Shop'n Go
- AB Food Market
- ENA
- Red Market

Rumania
- Mega Image
- Shop'n Go
- Red Market

Serbia
- Maxi
- Tempo Centar[4]

### Norteamérica
Estados Unidos
Opera como Delhaize America, una subsidiaria enteramente del Grupo Delhaize:
- Food Lion LLC
  - Food Lion
  - Bloom
  - Bottom Dollar Food
  - Harveys Supermarkets
  - Reid's
- Hannaford Bros. Co.
- Sweetbay Supermarkets

### Asia
Indonesia
- Super INDO (51%)